# Verschärfter Verweis
| Dieser Artikel oder Absatz stellt die Situation in Bayern dar. Bitte hilf mit, die Situation in anderen Bundesländern zu schildern! |

Ein Verschärfter Verweis, auch Direktoratsverweis genannt, ist im bayerischen Schulrecht (geregelt im Artikel 86 des BayEUG) ein vom Schulleiter oder dessen Stellvertreter ausgestellter Verweis. Er kann einem Schüler erteilt werden, wenn gegen Bestimmungen von Unterrichtsgesetz, Schulordnung oder Hausordnung verstoßen wurde. Dabei ist der Grundsatz der Verhältnismäßigkeit zu wahren. In der Regel gehen einem verschärften Verweis einer oder mehrere Verweise von Lehrkräften voraus, eine Bindung an eine bestimmte Reihenfolge gibt es jedoch nicht. Verweis und verschärfter Verweis stellen noch keine Verwaltungsakte dar.
Vorgeschrieben ist vor der schriftlichen  Mitteilung an die Erziehungsberechtigten eine Anhörung des betroffenen Schülers.
Bei gravierendem Fehlverhalten können schärfere Ordnungsmaßnahmen Anwendung finden.